# Mudd Club

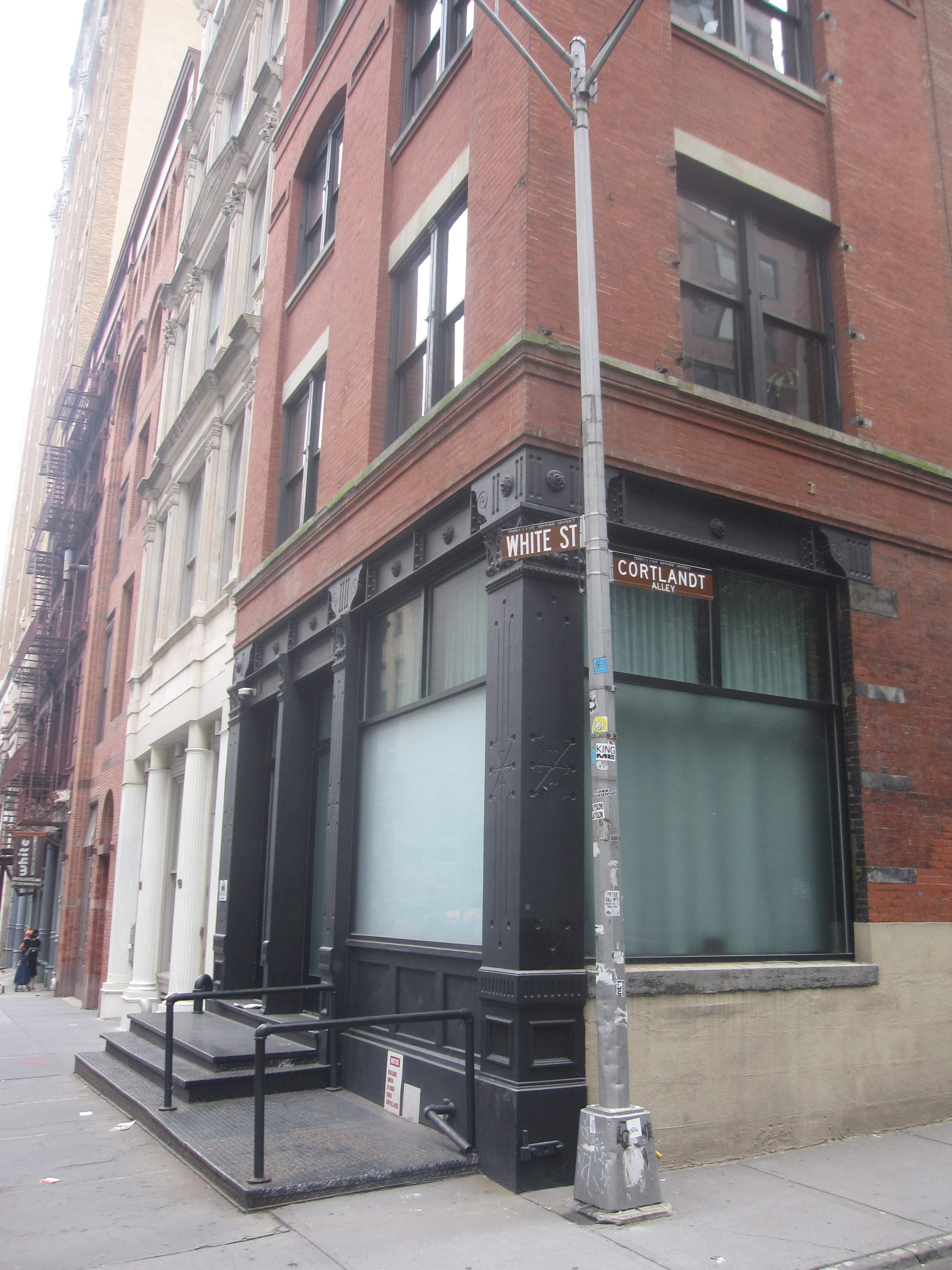
Façade.

The Mudd Club était une boîte de nuit du quartier de TriBeCa à New York.
Il a été fondé par Steve Mass, le commissaire d'exposition Diego Cortez et Anya Philips, une égérie de la scène punk new-yorkaise. Situé au 77 White Street, il a ouvert en octobre 1978 et fermé en 1983.

## Histoire
Installé dans un loft appartenant à l'artiste Ross Bleckner, il tire son nom de Samuel Mudd, un médecin qui soigna l'assassin d'Abraham Lincoln.
Steve Maas redéfinit chaque soir les critères de sélection à l'entrée : « pas de gros », « pas d'Anglais », etc.. Des artistes comme William S. Burroughs, Gregory Corso, Jean-Michel Basquiat, Keith Haring, Francesco Clemente, David Bowie, Deborah Harry, Chris Stein, Richard Hell, Stiv Bators, The Cramps, John Lydon, Billy Idol, Siouxsie Sioux, Lydia Lunch, James Chance, Jim Jarmusch, Cookie Mueller, Sonic Youth ou encore des personnalités de la no wave et de l'after-punk fréquentent le lieu,.
Le club est mentionné par les Talking Heads dans leur chanson Life During Wartime, par The Ramones dans The Return of Jackie and Judy, Nina Hagen dans New York / N.Y., Elliott Murphy dans Off The Shelf et Frank Zappa dans une chanson de son album You Are What You Is.
Les 28 et 29 octobre 2010, une réunion des artistes et familiers du club s'est tenue au Delancy Lounge nightclub.

## Berlin
En 2001, Steve Mass a ouvert un autre Mudd Club à Berlin, au numéro 17 de la Großen Hamburger Straße, qui a fermé en 2008.

## France
En 2011, DJ Selecta G.Phil aka Phil Mudd et Sebastian Wessler de L'Igier aka Wess Mudd ont à leur tour ouvert un Mudd Club à Strasbourg, au numéro 7 de la rue de l'Arc-en-ciel. Il ferme en 2018.